# Contea di Bartholomew
La contea di Bartholomew (in inglese Bartholomew County) è una contea dello Stato dell'Indiana, negli Stati Uniti. La popolazione al censimento del 2000 era di 71 435 abitanti. Il capoluogo di contea è Columbus.